# Mie Ø. Nielsen
Mie Østergaard Nielsen (født 25. september 1996 i Aalborg) er en tidligere dansk svømmer, der har vundet en lang række medaljer ved EM, VM og OL. Mie Ø. Nielsens hoveddisciplin var rygcrawl,  og hendes bedste individuelle resultat var EM-guld på 100 m distancen ved henholdsvis kortbane-EM 2013 i Herning samt langbane-EM 2014 i Berlin. Mange af hendes medaljer er vundet i holdkap-konkurrencer, heriblandt OL-bronze i 2016 i Rio og VM-guld på kortbane i henholdsvis 2012 (4x100 m) og 2014 (4×50 m og 4×100 m).  
I oktober 2020 meddelte Nielsen, at hun indstillede sin karriere som konkurrencesvømmer og begrundede beslutningen med vedvarede skulderproblemer og usikkerheden omkring det udskudte OL i Tokyo.

## Svømmekarriere

### 2011
Som blot 14-årig vandt hun det danske mesterskab i rygcrawl i april 2011, hvilket sikrede hende deltagelsen ved VM senere på året. Inden hun nåede så langt, deltog hun i junior-EM i Beograd, hvor hun vandt guld i 50 og 100 m rygcrawl samt sølv i 100 m fri.
Ved VM i svømning 2011 svømmede Nielsen både individuelt i rygcrawl og var med på holdet i de to holdløb. I 4 × 100 m fri svømmede hun andenturen efter Pernille Blume med Jeanette Ottesen og Lotte Friis efter sig, og kvartetten opnåede ottendebedste tid.. I 4 × 100 m medley svømmede hun førstetur i rygcrawl og blev fulgt af Rikke Møller Pedersen, Jeanette Ottesen og Pernille Blume; kvartetten var blot 7/10 fra finalepladsen, men med niendebedste tid var OL-deltagelsen sikret. Individuelt svømmede Mie Ø. Nielsen 50 m og 100 m rygcrawl, og med tiden 28,89 sekunder på den korte distance var hun blot 5/100 sekund fra en semifinaleplads, hvilket gav en attendeplads. På 100 meter-distancen blev hun med tiden 1:01,90 samlet nummer 24.

### 2012
Mie deltog ved VM i svømning på kortbane 2012 i Istanbul. Hun vandt en guld, en sølv og en bronsemedalje. Sølvmedaljen vandt hun i 100 m rygcrawl med tiden 57.07, som var ny dansk rekord. Guld og bronze medaljerne vandt hun i de to dame holdkap, guldmedaljen kom i hus da hun deltog i 4 x 100 meter medley holdkap sammen med Rikke Møller Pedersen, Jeanette Ottesen og Pernille Blume, de vandt med tiden 3:49.87, som var ny dansk rekord. Bronzemedaljen vandt hun i 4 x 100 meter fri holdkap sammen med Pernille Blume, Kelly Rasmussen og Jeanette Ottesen.

### 2013
Ved EM i Herning 2013 vandt Mie Ø. Nielsen guld ved 100 meter rygsvømning, med en tid på 55,99 som var ny dansk og europæisk rekord.

## Privatliv og andre aktiviteter
Mie Ø. Nielsen er datter af de tidligere topsvømmere Benny Nielsen og Lone Jensen.
Mie Ø. Nielsen deltog i 2017-versionen af Vild med dans, hvor hun dansede med Mads Vad. Parret blev nummer seks.